# Europameisterschaften im Gewichtheben 2007
Die Europameisterschaften im Gewichtheben 2007 fanden vom 17. April 2007 bis zum 22. April 2007 in Straßburg, Frankreich statt.

## Männer

### Klasse bis 56 kg
| Disziplin | Disziplin | Gold               | Gold   | Silber             | Silber | Bronze        | Bronze |
| --------- | --------- | ------------------ | ------ | ------------------ | ------ | ------------- | ------ |
| -56 kg    | Zweikampf | Igor Bour          | 270 kg | Witali Dzerbianiou | 266 kg | Igor Grabucea | 253 kg |
| -56 kg    | Reißen    | Witali Dzerbianiou | 122 kg | Igor Bour          | 119 kg | Igor Grabucea | 115 kg |
| -56 kg    | Stoßen    | Igor Bour          | 151 kg | Witali Dzerbianiou | 144 kg | Igor Grabucea | 138 kg |

### Klasse bis 62 kg
| Disziplin | Disziplin | Gold                 | Gold   | Silber               | Silber | Bronze         | Bronze |
| --------- | --------- | -------------------- | ------ | -------------------- | ------ | -------------- | ------ |
| -62 kg    | Zweikampf | Sergei Petrossjan    | 289 kg | Henadsij Machwejenja | 288 kg | Erol Bilgin    | 286 kg |
| -62 kg    | Reißen    | Henadsij Machwejenja | 134 kg | Sergei Petrossjan    | 130 kg | Wladimir Popow | 130 kg |
| -62 kg    | Stoßen    | Sergei Petrossjan    | 159 kg | Erol Bilgin          | 158 kg | Jasen Stojanow | 157 kg |

### Klasse bis 69 kg
| Disziplin | Disziplin | Gold                      | Gold   | Silber                    | Silber | Bronze                    | Bronze |
| --------- | --------- | ------------------------- | ------ | ------------------------- | ------ | ------------------------- | ------ |
| -69 kg    | Zweikampf | Vencelas Dabaya           | 331 kg | Tigran Geworg Martirosjan | 331 kg | Wladislaw Lukanin         | 322 kg |
| -69 kg    | Reißen    | Tigran Geworg Martirosjan | 155 kg | Vencelas Dabaya           | 148 kg | Wladislaw Lukanin         | 147 kg |
| -69 kg    | Stoßen    | Vencelas Dabaya           | 183 kg | Afgan Bairamow            | 177 kg | Tigran Geworg Martirosjan | 176 kg |

### Klasse bis 77 kg
| Disziplin | Disziplin | Gold           | Gold   | Silber            | Silber | Bronze             | Bronze |
| --------- | --------- | -------------- | ------ | ----------------- | ------ | ------------------ | ------ |
| -77 kg    | Zweikampf | Geworg Dawtjan | 363 kg | Ara Chatschatrjan | 361 kg | Taner Sagir        | 353 kg |
| -77 kg    | Reißen    | Geworg Dawtjan | 166 kg | Ara Chatschatrjan | 165 kg | Mikalaj Tscharnjak | 160 kg |
| -77 kg    | Stoßen    | Geworg Dawtjan | 197 kg | Ara Chatschatrjan | 196 kg | Taner Sagir        | 193 kg |

### Klasse bis 85 kg
| Disziplin | Disziplin | Gold             | Gold   | Silber          | Silber | Bronze           | Bronze |
| --------- | --------- | ---------------- | ------ | --------------- | ------ | ---------------- | ------ |
| -85 kg    | Zweikampf | Valeriu Calancea | 373 kg | İzzet İnce      | 373 kg | Wadsim Stralzou  | 373 kg |
| -85 kg    | Reißen    | İzzet İnce       | 172 kg | Wadsim Stralzou | 172 kg | Valeriu Calancea | 165 kg |
| -85 kg    | Stoßen    | Valeriu Calancea | 208 kg | İzzet İnce      | 201 kg | Wadsim Stralzou  | 201 kg |

### Klasse bis 94 kg
| Disziplin | Disziplin | Gold           | Gold   | Silber             | Silber | Bronze              | Bronze |
| --------- | --------- | -------------- | ------ | ------------------ | ------ | ------------------- | ------ |
| -94 kg    | Zweikampf | Szymon Kolecki | 395 kg | Roman Konstantinow | 393 kg | Jewgeni Bratan      | 382 kg |
| -94 kg    | Reißen    | Szymon Kolecki | 177 kg | Roman Konstantinow | 176 kg | Jewgeni Bratan      | 173 kg |
| -94 kg    | Stoßen    | Szymon Kolecki | 218 kg | Roman Konstantinow | 217 kg | Konstjantin Pilijew | 213 kg |

### Klasse bis 105 kg
| Disziplin | Disziplin | Gold           | Gold   | Silber               | Silber | Bronze           | Bronze |
| --------- | --------- | -------------- | ------ | -------------------- | ------ | ---------------- | ------ |
| -105 kg   | Zweikampf | Martin Tešovič | 411 kg | Gleb Pissarewski     | 407 kg | Dmitri Lapikow   | 402 kg |
| -105 kg   | Reißen    | Martin Tešovič | 187 kg | Mikola Chordijtschuk | 186 kg | Gleb Pissarewski | 186 kg |
| -105 kg   | Stoßen    | Martin Tešovič | 224 kg | Gleb Pissarewski     | 221 kg | Alan Nanijew     | 220 kg |

### Klasse über 105 kg
| Disziplin | Disziplin | Gold                 | Gold   | Silber               | Silber | Bronze                | Bronze |
| --------- | --------- | -------------------- | ------ | -------------------- | ------ | --------------------- | ------ |
| 105+ kg   | Zweikampf | Viktors Ščerbatihs   | 447 kg | Jewgeni Tschigischew | 435 kg | Pawel Najdek          | 421 kg |
| 105+ kg   | Reißen    | Jewgeni Tschigischew | 205 kg | Viktors Ščerbatihs   | 202 kg | Dimitrios Papageridis | 192 kg |
| 105+ kg   | Stoßen    | Viktors Ščerbatihs   | 245 kg | Pawel Najdek         | 241 kg | Grzegorz Kleszcz      | 232 kg |

## Frauen

### Klasse bis 48 kg
| Disziplin | Disziplin | Gold           | Gold   | Silber         | Silber | Bronze         | Bronze |
| --------- | --------- | -------------- | ------ | -------------- | ------ | -------------- | ------ |
| -48 kg    | Zweikampf | Estefania Juan | 189 kg | Nurcan Taylan  | 186 kg | Genny Pagliaro | 179 kg |
| -48 kg    | Reißen    | Estefania Juan | 85 kg  | Genny Pagliaro | 84 kg  | Nurcan Taylan  | 83 kg  |
| -48 kg    | Stoßen    | Estefania Juan | 104 kg | Nurcan Taylan  | 103 kg | Melanie Noel   | 99 kg  |

### Klasse bis 53 kg
| Disziplin | Disziplin | Gold              | Gold   | Silber            | Silber | Bronze            | Bronze |
| --------- | --------- | ----------------- | ------ | ----------------- | ------ | ----------------- | ------ |
| -53 kg    | Zweikampf | Mărioara Munteanu | 190 kg | Natalija Trozenko | 186 kg | Swetlana Uljanowa | 184 kg |
| -53 kg    | Reißen    | Natalija Trozenko | 86 kg  | Mărioara Munteanu | 86 kg  | Julija Derkatsch  | 83 kg  |
| -53 kg    | Stoßen    | Mărioara Munteanu | 104 kg | Swetlana Uljanowa | 103 kg | Natalija Trozenko | 100 kg |

### Klasse bis 58 kg
| Disziplin | Disziplin | Gold             | Gold   | Silber                | Silber | Bronze                | Bronze |
| --------- | --------- | ---------------- | ------ | --------------------- | ------ | --------------------- | ------ |
| -58 kg    | Zweikampf | Marina Schainowa | 230 kg | Ruth Kasirye          | 210 kg | Aleksandra Klejnowska | 208 kg |
| -58 kg    | Reißen    | Marina Schainowa | 100 kg | Romela Begaj          | 96 kg  | Marieta Gotfryd       | 93 kg  |
| -58 kg    | Stoßen    | Marina Schainowa | 130 kg | Aleksandra Klejnowska | 118 kg | Ruth Kasirye          | 117 kg |

### Klasse bis 63 kg
| Disziplin | Disziplin | Gold            | Gold   | Silber           | Silber | Bronze           | Bronze |
| --------- | --------- | --------------- | ------ | ---------------- | ------ | ---------------- | ------ |
| -63 kg    | Zweikampf | Meline Dalusjan | 243 kg | Sibel Şimşek     | 215 kg | Hanna Bazjuschka | 215 kg |
| -63 kg    | Reißen    | Meline Dalusjan | 108 kg | Hanna Bazjuschka | 99 kg  | Sibel Şimşek     | 98 kg  |
| -63 kg    | Stoßen    | Meline Dalusjan | 135 kg | Sibel Şimşek     | 117 kg | Hanna Bazjuschka | 116 kg |

### Klasse bis 69 kg
| Disziplin | Disziplin | Gold           | Gold   | Silber            | Silber | Bronze            | Bronze |
| --------- | --------- | -------------- | ------ | ----------------- | ------ | ----------------- | ------ |
| -69 kg    | Zweikampf | Oxana Sliwenko | 257 kg | Nasik Awdaljan    | 241 kg | Natalija Dawidowa | 241 kg |
| -69 kg    | Reißen    | Oxana Sliwenko | 112 kg | Natalija Dawidowa | 109 kg | Nasik Awdaljan    | 105 kg |
| -69 kg    | Stoßen    | Oxana Sliwenko | 145 kg | Nasik Awdaljan    | 136 kg | Natalija Dawidowa | 132 kg |

### Klasse bis 75 kg
| Disziplin | Disziplin | Gold                  | Gold   | Silber            | Silber | Bronze            | Bronze |
| --------- | --------- | --------------------- | ------ | ----------------- | ------ | ----------------- | ------ |
| -75 kg    | Zweikampf | Hripsime Churschudjan | 262 kg | Tatjana Matwejewa | 247 kg | Lidia Valentín    | 247 kg |
| -75 kg    | Reißen    | Hripsime Churschudjan | 122 kg | Lidia Valentín    | 115 kg | Tatjana Matwejewa | 108 kg |
| -75 kg    | Stoßen    | Hripsime Churschudjan | 140 kg | Tatjana Matwejewa | 139 kg | Olga Kisseljowa   | 135 kg |

### Klasse über 75 kg
| Disziplin | Disziplin | Gold         | Gold   | Silber                 | Silber | Bronze        | Bronze |
| --------- | --------- | ------------ | ------ | ---------------------- | ------ | ------------- | ------ |
| 75+ kg    | Zweikampf | Olha Korobka | 293 kg | Jekaterina Schkuratowa | 256 kg | Julija Dowhal | 255 kg |
| 75+ kg    | Reißen    | Olha Korobka | 133 kg | Jekaterina Schkuratowa | 116 kg | Julija Dowhal | 115 kg |
| 75+ kg    | Stoßen    | Olha Korobka | 160 kg | Derya Acikgöz          | 141 kg | Julija Dowhal | 140 kg |

## Medaillenspiegel
| Platz | Land          | Gold | Silver | Bronze | Gesamt |
| 1     | Armenien      | 10   | 6      | 2      | 18     |
| 2     | Russland      | 9    | 10     | 7      | 26     |
| 3     | Ukraine       | 4    | 2      | 8      | 14     |
| 4     | Rumänien      | 4    | 1      | 1      | 6      |
| 5     | Polen         | 3    | 2      | 4      | 9      |
| 6     | Spanien       | 3    | 1      | 1      | 5      |
| 7     | Slowakei      | 3    | 0      | 0      | 3      |
| 8     | Belarus       | 2    | 8      | 5      | 15     |
| 9     | Moldau        | 2    | 1      | 6      | 9      |
| 10    | Frankreich    | 2    | 1      | 1      | 4      |
| 11    | Lettland      | 2    | 1      | 0      | 3      |
| 12    | Türkei        | 1    | 8      | 5      | 14     |
| 13    | Aserbaidschan | 0    | 1      | 1      | 2      |
| 13    | Italien       | 0    | 1      | 1      | 2      |
| 13    | Norwegen      | 0    | 1      | 1      | 2      |
| 16    | Albanien      | 0    | 1      | 0      | 1      |
| 17    | Bulgarien     | 0    | 0      | 1      | 1      |
| 17    | Griechenland  | 0    | 0      | 1      | 1      |

## Doping
Die Albanerin Fetije Kasaj (2. Platz 58 kg) und die Weißrussin Tatjana Chamyka (4. Platz +75 kg) wurden wegen Dopings disqualifiziert.